# 谢志强 (政治人物)
谢志强（1941年8月—），男，陕西西安人，中华人民共和国政治人物，曾任新疆维吾尔自治区政协副主席，新疆石油管理局党委书记。